# Atletica Studentesca Rieti Andrea Milardi
L'Atletica Studentesca Rieti Andrea Milardi, in precedenza nota come Atletica Studentesca CA.RI.RI., è una società italiana di atletica leggera con sede a Rieti.

## Storia

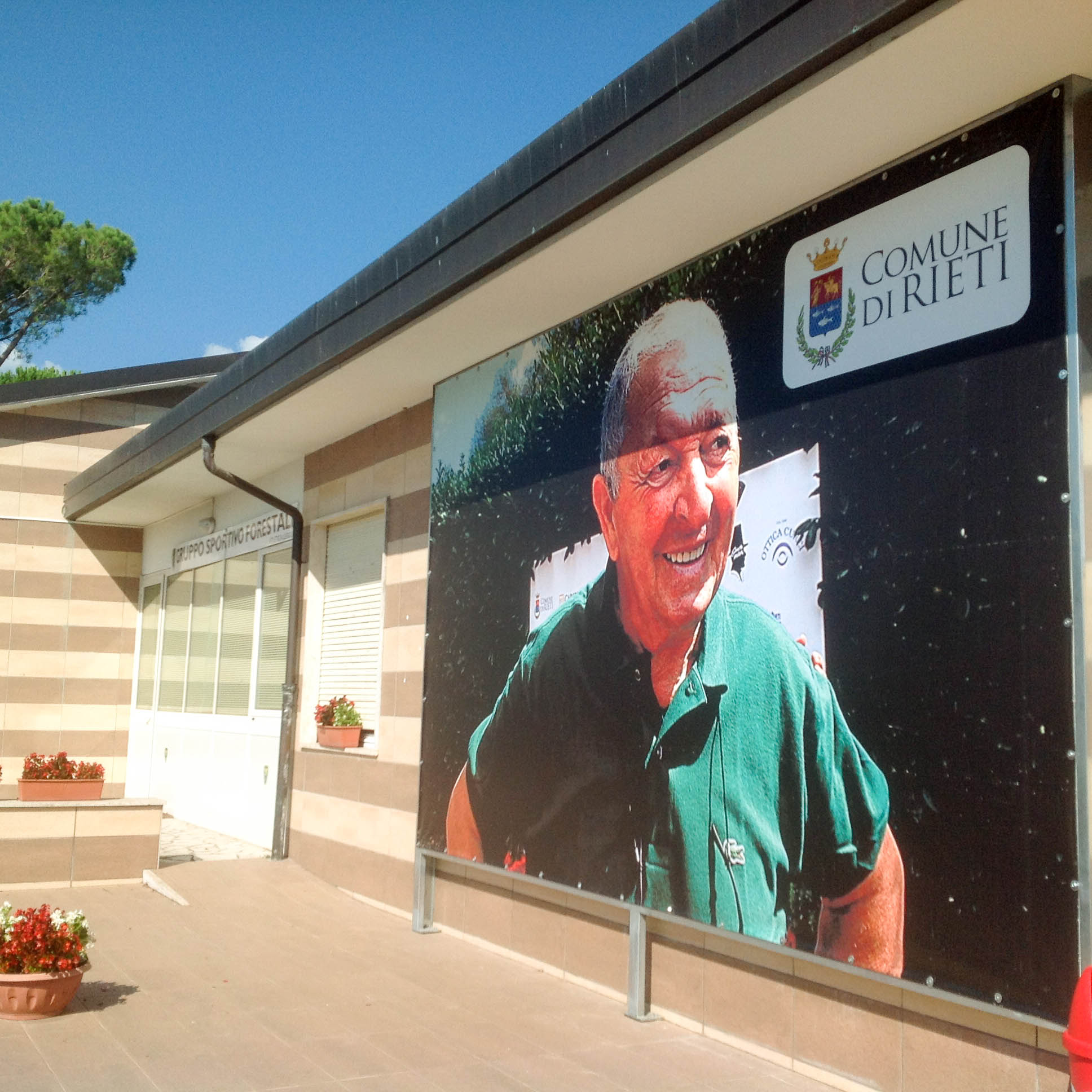
Gigantografia di Andrea Milardi all'esterno degli uffici della Studentesca

L'Atletica Studentesca Rieti fu fondata a Rieti il 21 novembre 1975 da Andrea Milardi e Raul Guidobaldi per salvare il settore giovanile dell'Atletica Alco Rieti, che si era vista costretta alla chiusura per l'abbandono dello sponsor Alco Alimentari SpA. Andrea Milardi ne diventa il direttore tecnico, incarico che mantiene fino alla morte. La società assume il nome attuale l'anno seguente, quando viene sponsorizzata dalla Cassa di Risparmio di Rieti (CA.RI.RI.) che aveva per presidente l'avvocato Giustino de Sanctis, dando inizio ad una lunga collaborazione che per decenni ha fornito alla società le risorse economiche necessarie per crescere.
A causa dei tagli al budget imposti da Intesa Sanpaolo, nel frattempo divenuta proprietaria della Cassa di Risparmio, la sponsorizzazione per l'anno 2014 rimane fino all'ultimo in dubbio, mentre nel 2015 il contributo economico viene notevolmente ridotto.
Il 6 settembre 2015 la Studentesca ha festeggiato 40 anni di attività con una grande festa allo Stadio Guidobaldi, alla quale hanno partecipato più di 500 persone tra autorità, atleti e protagonisti vecchi e nuovi.

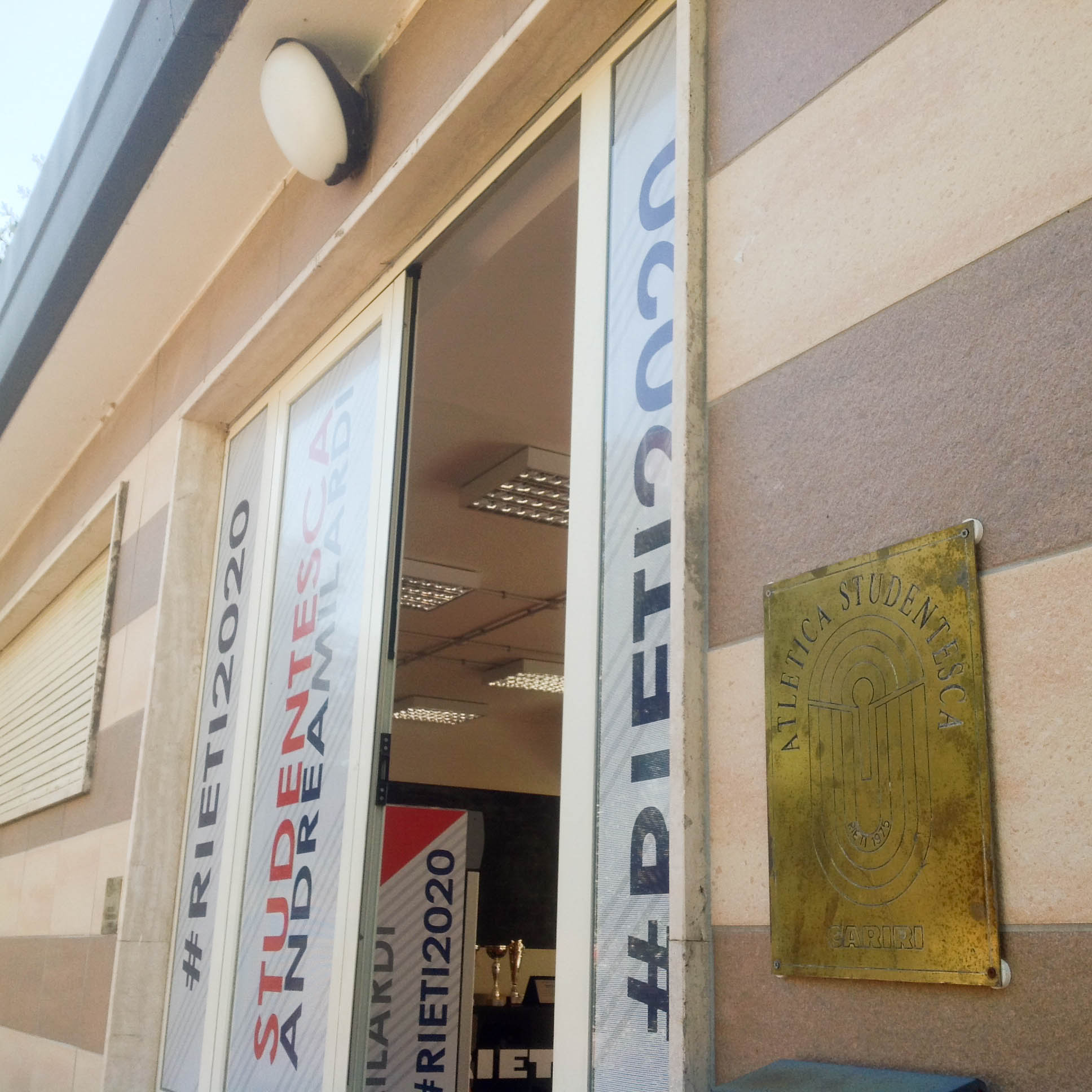
Entrata degli uffici della Studentesca, allo stadio Guidobaldi

Alla fine del 2015 la banca reatina viene incorporata in Intesa Sanpaolo, cessando definitivamente di esistere; questo evento pone dei grossi interrogativi sul futuro della società, sia per quanto riguarda lo storico nome che dal punto di vista economico. Infatti nel corso di trentanove anni di cammino congiunto l'identificazione della società sportiva con il marchio CARIRI è divenuta talmente forte che è stato chiesto al gruppo torinese di poter continuare ad usare la denominazione Atletica Studentesca CARIRI. Per quanto riguarda il sostentamento economico, la Studentesca riceve un contributo di 50 000€ all'anno da parte della Fondazione Varrone (la fondazione bancaria scorporata dalla CARIRI nel 1992 per effetto della Legge Amato) e sta esplorando inoltre nuove forme di autofinanziamento, come la tessera di socio sostenitore e la sponsorizzazione da parte di aziende locali. Nel 2016 ha ottenuto il mantenimento della sponsorizzazione da parte di Intesa Sanpaolo.
Nel maggio 2016, in seguito alla scomparsa tanto di Andrea Milardi quanto della CARIRI, ha cambiato nome in Asd Atletica Studentesca Rieti "Andrea Milardi" e il profilo dello storico direttore tecnico è stato aggiunto al logo della società.

## Attività

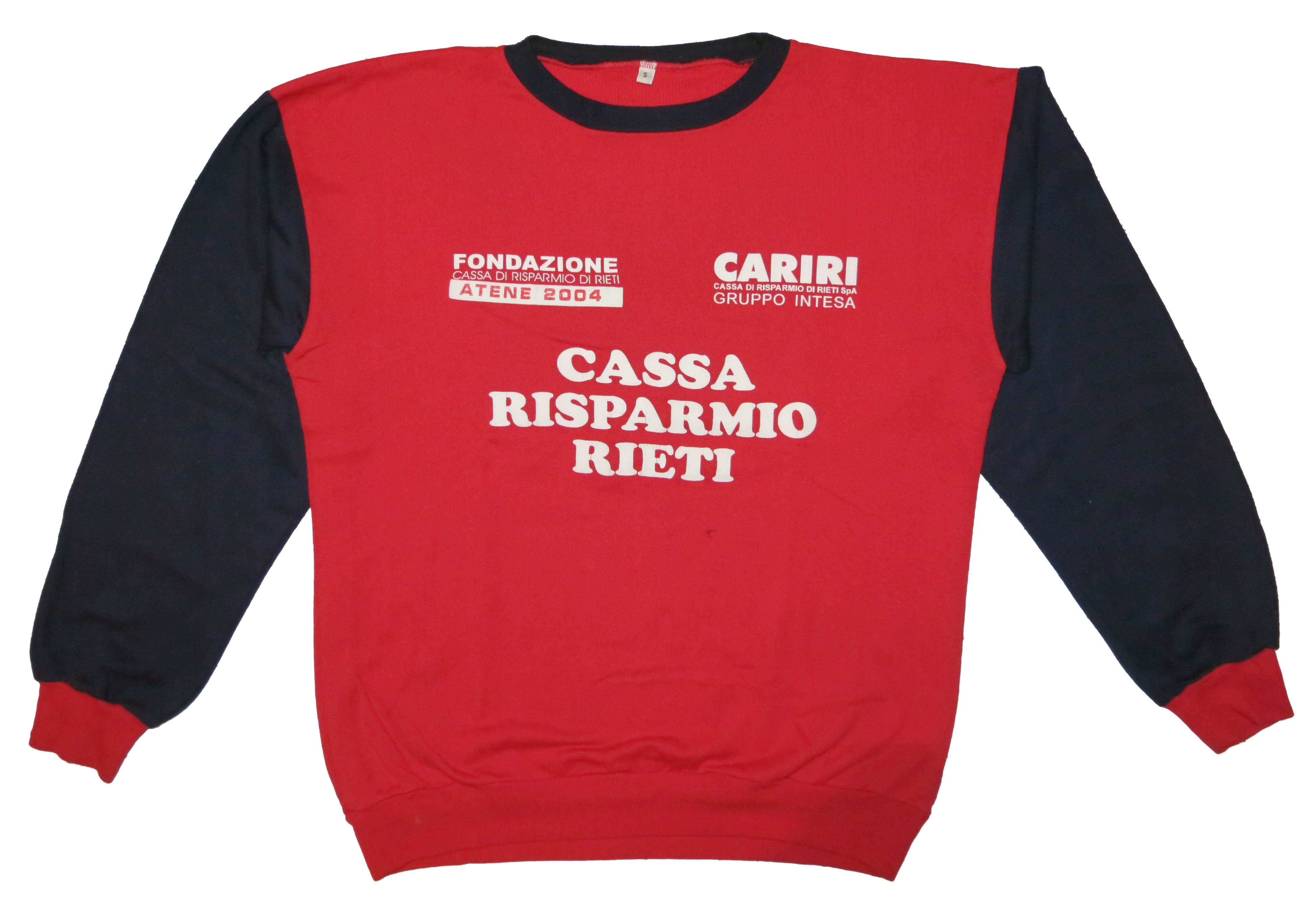
Vecchia maglia da allenamento dell'atletica CARIRI (circa 2002)

Dalla sua fondazione, la società ha sfornato 109 atleti entrati in nazionale (per un totale di 302 presenze), 164 campioni italiani con un totale di 249 medaglie d'oro, e 99 atleti entrati in gruppi sportivi militari.
Sin dall'inizio della sua storia la società ha messo al centro il rapporto con il mondo della scuola, evidenziato anche nel nome, e con gli insegnanti di educazione fisica degli istituti di tutta la provincia di Rieti.
La Studentesca, insieme all'Ufficio Scolastico Provinciale e alle sezioni locali di FIDAL e CONI, organizza ogni anno competizioni e manifestazioni dedicate all'avviamento dei giovani alla pratica sportiva, che vedono regolarmente la partecipazione di migliaia di studenti provenienti dalle scuole di tutta la provincia di Rieti e nei quali, oltre ai singoli studenti, sono premiate le classi e gli istituti che accumulano i punteggi più alti.
Tra questi ci sono la Scheggia Sabina (riservata agli studenti di scuole medie e superiori, che incorona la classe e lo studente più veloce di ciascuna età nella prova dei 60 metri e si svolge dal 1980), lo Staffettone 80×100, il "Trofeo Don Bosco - festa della corsa campestre" (riservato ad elementari e medie, che si svolge dal 1997).
Grazie a questa sinergia la società si è potuta avvantaggiare di nutrito vivaio; oggi il capoluogo sabino registra il record di quasi un tesserato ogni quaranta abitanti e si classifica quasi sempre prima tra le province italiane per quanto riguarda l'atletica nella classifica de Il Sole 24 ore per indice di sportività..

## Palmarès
- 33 scudetti nei campionati italiani di società
- 10 scudetti allieve
- 6 scudetti allievi
- 2 scudetti under 20 uomini
- 1 scudetto under 20 donne
- 4 scudetti under 23 donne
- 7 scudetti under 23 uomini
- 2 scudetti assoluti uomini
- 1 scudetto assoluto donne
- 2 scudetti cross under 20 femminile
- 1 scudetto cross under 20 maschile
- 1 scudetto cross under 18 maschile
- 9 scudetti indoor assoluto (A+J+P+S) maschile
- 2 scudetti indoor assoluto (A+J+P+S) femminile
- 14 titoli indoor
- 4 scudetti nel cross
- 1 scudetto nelle prove multiple
- 6 Supercoppe FIDAL con la squadra maschile
- 2 Supercoppa FIDAL con la squadra femminile
- 859 medaglie ai Campionati Italiani
- 352 le presenze in nazionale

## Presidenti
- Renato Milardi (1975-1992)[27]
- Alido Tozzi (1992-2000)[28][29]
- Paolo Angelini (2000-2015)[29]
- Giuliano Casciani (dal 2015)[1]